# 山本栄二
山本 栄二（やまもと えいじ、1972年9月12日 - ）は、富山県富山市出身の元プロ野球選手（捕手、内野手、外野手）。

## 来歴・人物
富山商業高では浅井樹の1年後輩で、2年次の1989年に遊撃手として夏の選手権に出場する。同年の秋から捕手に転向する。
1990年のプロ野球ドラフト会議でオリックス・ブルーウェーブから5位指名を受け入団。
俊敏性を活かしてファームでは捕手以外のポジションもこなしていた。1998年に一軍初出場を果たすも、同年限りで現役を引退。
引退後は、1999年からオリックスのスコアラーを務める。

## 詳細情報

### 年度別打撃成績
| 年 度     | 球 団      | 試 合 | 打 席 | 打 数 | 得 点 | 安 打 | 二 塁 打 | 三 塁 打 | 本 塁 打 | 塁 打 | 打 点 | 盗 塁 | 盗 塁 死 | 犠 打 | 犠 飛 | 四 球 | 敬 遠 | 死 球 | 三 振 | 併 殺 打 | 打 率 | 出 塁 率 | 長 打 率 | O P S |
| --------- | ---------- | ----- | ----- | ----- | ----- | ----- | -------- | -------- | -------- | ----- | ----- | ----- | -------- | ----- | ----- | ----- | ----- | ----- | ----- | -------- | ----- | -------- | -------- | ----- |
| 1998      | オリックス | 1     | 1     | 1     | 0     | 0     | 0        | 0        | 0        | 0     | 0     | 0     | 0        | 0     | 0     | 0     | 0     | 0     | 1     | 0        | .000  | .000     | .000     | .000  |
| 通算：1年 | 通算：1年  | 1     | 1     | 1     | 0     | 0     | 0        | 0        | 0        | 0     | 0     | 0     | 0        | 0     | 0     | 0     | 0     | 0     | 1     | 0        | .000  | .000     | .000     | .000  |

### 記録
- 初出場：1998年7月27日、対千葉ロッテマリーンズ18回戦（グリーンスタジアム神戸）、9回裏に谷佳知の代打として出場
- 初打席：同上、9回裏に藤田宗一の前に三振

### 背番号
- 63 （1991年 - 1998年）